# Василик, Владимир Владимирович
Владими́р Влади́мирович Васили́к (род. 31 июля 1970, Ленинград) — российский историк-византинист, протодиакон Русской православной церкви, клирик храма Покрова Божией Матери на проспекте Косыгина. Доктор исторических наук, кандидат филологических наук, директор Центра исторической психологии при кафедре истории славянских и балканских стран Института истории СПбГУ.
Сфера научных интересов: история Византии, история византийской гимнографии, история Церкви, историческая психология: концепты власти и культуры в ментальности восточнохристианских народов, средневековая история Сербии и Болгарии.

## Биография
Окончил филологический факультет (кафедру классической филологии) СПбГУ в 1992 году. Учился у профессоров И. М. Дьяконова, А. И. Зайцева и Ю. В. Откупщикова.
Член Международного Православного молодёжного союза «Синдесмос» в 1994—2000 годах. Член общественной группы по выработке социальной концепции Русской Православной Церкви (1999—2000).
Преподавал на филологическом факультете и факультете социальных наук РГПУ им. Герцена, Институте богословия и философии, Высшей религиозно-философской школе, Санкт-Петербургской духовной академии. С 2003 года — преподаватель кафедры истории славянских и балканских стран исторического факультета СПбГУ. С 2004 года работал на должности доцента, а в 2007 году ему присвоено соответствующее учёное звание.
Консультант Синодальной Богословской Комиссии в 1995 и 2007—2009 годах. Член православного общества Радонеж с 1999 по настоящее время. В 2001 году под руководством Д. Е. Афиногенова защитил кандидатскую диссертацию на тему «Однопеснец и двупеснец как исходные формы канона».
2 октября 2005 года года рукоположён во диакона. Клирик Санкт-Петербургской епархии. С 17 июня 2017 года — протодиакон. Член Синодальной Богослужебной комиссии с 2014 года по настоящее время. Член Академии Военно-исторических наук (с 2014), член Петровской академии наук и искусств (с 2017). Постоянный участник радиопередач на радио «Радонеж», автор портала «Православие.ru».
29 июня 2017 года в Институте истории Санкт-Петербургского государственного университета защитил диссертацию «Отражение жизни Церкви и Империи в памятниках византийской гимнографии» на соискание степени доктора исторических наук.
Подписал письмо в поддержку российского вторжения в Украину. 
В 2022 году ряд СМИ сообщили, что Владимир Василик написал жалобу на директора центра изучения истории Украины Татьяну Таирову-Яковлеву, после которого преподавательницу уволили из вуза. Впоследствии эта информация была опровергнута. Руководство СПБГУ признало, что Владимир Василик не является автором этого обращения и принесло профессору официальные извинения.

## Публикации
Монографии
- Происхождение Канона: (богословие, история, поэтика). — Санкт-Петербург : Изд-во Санкт-Петербургского ун-та, 2006. — 302 с. — ISBN 5-288-04135-0
- Крест Великой Отечественной войны: сборник статей. — Санкт-Петербург : Полторак, 2015. — 174 с. — ISBN 978-5-904819-87-3. — 200 экз.
  - Крест Великой Отечественной. — Санкт-Петербург : Алетейя, 2016. — 273 с. — ISBN 978-5-9906936-9-2
- Битвы и победы. Великая Отечественная война. — Москва : Сретенский монастырь, 2015. — 286 с. — ISBN 978-5-7533-0965-5 (в соавт. с М. И. Фроловым);
- Российско-черногорские отношения в документах РГИА. — СПб. : Алетейя, 2015. — 248 с. — ISBN 978-5-91419-919-4
- О Войне и о Победе. — Санкт-Петербург : Алетейя, 2015. — 441 с. — ISBN 978-5-906792-99-0 (совм. с М. И. Фроловым)
- Осторожно! Великая Отечественная: монография. — Санкт-Петербург : ЛГУ, 2017. — 195 с. — ISBN 978-5-8290-1621-0. — 500 экз. (в соавт. с М. И. Фроловым и В. Н. Скворцовым);
- Церковь и Империя в византийских церковно-поэтических памятниках. — Санкт-Петербург : Алетейя, 2016. — 639 с. — (Серия «Новая Византийская библиотека. Исследования»). — ISBN 978-5-906860-13-2
- Солнце русской поэзии и грозы истории. — М.: Издательство Сретенского монастыря. 2018. — 164 с. — ISBN 978-5-7533-1420-8
- Россия и европейский империализм. — Санкт-Петербург : Алетейя, 2018. — 223 с. — (Независимый альянс). — ISBN 978-5-907115-53-8. — 1500 экз.
- Путь Архистратига. Преодоление зверя. Том Выпуск 8. — Санкт-Петербург : Град духовный, 2020. — 270 с. — ISBN 978-5-9216-0213-7. (совместно с прот. Дмитрием Василенковым).
- Обитель Иоанна Кронштадского. История села Пенино и его храма. — Санкт-Петербург : Изд-во Смольного собора, 2020. — 291 с. — ISBN 978-5-98361-320-1 (в соавторстве с В. И. Будько)
- О настоящей нашей славе. — Санкт-Петербург : Алетейя, 2021. — 371 с. — (Независимый альянс). — ISBN 978-5-00165-111-6 (совм. с М. И. Фроловым и В. М. Арутюняном).
- Мир Петра Великого : монография. — Санкт-Петербург : Санкт-Петербургская акад. Следственного комитета, 2022. — 217 с. ISBN 978-5-6046- 019-6-9. — 300 экз. (в соавторстве с А. В. Кутузовым и В. А. Самариным)

Статьи
- Новые данные по истории палестинской гимнографии // Традиции и наследие христианского Востока. — М.: Индрик, 1996. — С. 181—208.
- Новый источник по истории ранней палестинской гимнографии // Byzantinoslavica. 1997. — Т. 63 (2). — С. 311—337
- К вопросу о значении и составе триоди IX века (Р.А. И.К.) // Ежегодная богословская конференция православного Свято-Тихоновского богословского института. — М., 1998. — С. 51-54.
- Источник жизни во гробе полагается (О гимнографии Успения) / Сборник трудов Высшей Религиозно-Философской Школы. Богословие, философия, словесность. — СПб., 2000. — С. 93-115.
- К датировке Богоявленского канона / Гимнология. Материалы Международной научной конференции «Памяти протоиерея Димитрия Разумовского». — M., 2000. Книга первая. — С. 87-100.
- О древнейшем фрагменте Триоди // Византийский Временник. 2002. — Т. 61 (86). — С. 93-102
- О неизвестной службе святителю Николаю // Правило веры и образ кротости. — М., 2004. — С. 286—337.
- О ранней истории Туринской плащаницы. // Мнемон. Исследования по истории античного мира. 2005. — № 4. — С. 434—444.
- О некоторых особенностях фонетики италийского диалекта византийского греческого языка по данным Τриоди ΙΧ в. (БАН Р.А.И.К. 109) // Индоевропейское языкознание и классическая филология. Международная конференция памяти И. М. Тронского. СПб. 2005. — С. 125—130.
- Влияние богословия св. Кирилла Александрийского на византийскую гимнографию в контексте общественно-религиозной борьбы в Византии V—VIII века // Вестник СПБГУ. Серия 2. 2006. — С. 218—230.
- Отражение жизни византийского общества 20-50 годов VI в. в творчестве Романа Сладкопевца // Вестник Санкт-Петербургского Университета. — СПб., 2006. Серия. 2. Выпуск 2. — С. 76-83.
- Богословие мученичества в ранней грузинской гимнографии: служба св. Або Тбилисскому // Пятые Торчиновские чтения. Философия, религия и культура стран Востока. Материалы научной конференции. С.-Петербург, 6 — 9 февраля 2008 г./ Сост. и отв. ред. С. В. Пахомов. — СПб.: Издательство СПБГУ, 2009. — С. 55-66.
- События византийско-персидской войны в «Акафисте» // Русь и Византия. Место стран византийского круга во взаимоотношениях Востока и Запада.- Материалы XVIII Всероссийской научной сессии византинистов. — Москва, 2008. — С. 36-43.
- Из истории византийской книжности. О греческом литургическом палимпсесте из Российской Национальной библиотеки и его значении // Вестник СПБГУ. 2008. — № 2. — C. 119—127.
- К проблеме реконструкции византийских гимнографических текстов и их исторического контекста // Вестник СПБГУ. 2008. — № 4. — С. 159—169.
- Кондак на обновление Святой Софии как исторический источник: некоторые наблюдения // Prospise sed respice: Проблемы славяноведения и медиевистики. Сборник научных статей в честь 85-летия профессора Владимира Александровича Якубского / Отв. ред. А. Ю. Дворниченко. — СПб.: СПбГУ, 2009. — С. 306—322.
- Евхаристия в гимнографических памятниках Церкви // Международная богословская конференция. Православное учение о церковных таинствах.- Москва 13-16 ноября 2007 г. Т. II. Евхаристия: богословие. Священство. — М., 2009. С. 111—123.
- Молитва и мученичество // Мнемон. Исследования по истории античного мира. 2009. — № 8. — С. 410—423.
- К проблеме реконструкции византийских гимнографических текстов // Византийский временник. 2009. — Т. 68 (93). — С. 143—151.
- Десятая гомилия патриарха Фотия // Studia Slavica et Balcanica Petropolitana. 2009. — № 1-2 (5-6). — С. 185—194.
- Империя и крест в византийской гимнографической традиции // Вестник Санкт-Петербургского Университета. Серия 2. 2009. — № 2. — С. 204—212.
- Апостольская география в раннехристианских и ранневизантийских географических памятниках // Вестник Древней Истории. 2010. — № 2. — С. 172—179.
- Семнадцатая гомилия патриарха Фотия // Studia Slavica et Balcanica Petropolitana. 2011. — № 1. — C. 73-92.
- Отношения русского государства с княжествами Молдавия и Валахия: традиции и тенденции // Русин. 2011. — № 1. — С. 61-68.
- Гимнографические тексты «Апокалипсиса» как свидетельство литургической жизни и самосознания ранних христиан // Мнемон. 2012. — № 7. — С. 340—352.
- О каноне, посвященном св. Константину Великому // Манрусум. 2012. — C. 20-40.
- Гимн Троице как возможный однопеснец // Вестник древней истории. 2012. — № 4. — С. 133—139.
- Litteraria illiterata (О некоторых фонетических особенностях и грамматических тенденциях византийского греческого языка X века на материале латинских литургических рукописей) // Индоевропейское языкознание и классическая филология / Институт лингвистических исследований РАН. — 2012. — Т. XVI. Материалы чтений, посвященных памяти профессора Иосифа Моисеевича Тронского, Санкт-Петербург, 18-20 июня 2012 г. — С. 127—132.
- О неизвестном палестинском каноне св. Константину Великому // Сборник тезисов ХХ всероссийской конференции византинистов. — М., 2013. — С. 110—117.
- Тема Нового Иерусалима в Галицко-Волынской летописи // Русин. 2013. — № 2. — С. 121—130.
- О настоящих патриархах и не очень. Studia Slavica et Balcanica Petropolitana. 2013. — № 1 (13). — С. 54-67.
- Античная традиция в раннехристианских изображениях Христа // Античное наследие сквозь века. Материалы 5 международной конференции: «Актуальные проблемы Теории искусства. — СПб. 2014. — С. 85-86.
- Диакон на императорской службе // Чтения памяти В. И. Старцева. — СПб. 2014. — С. 22-29.
- Духовенство блокадного Ленинграда // Сборник Международной научно-практической конференции „О роли Ленинградской битвы в мировой истории“, посвященная 70-й годовщине Победы советского народа в Великой Отечественной войне 1941—1945 годов и 55-летию открытия Пискаревского мемориального комплекса». — СПб. 2015. — С. 85-95.
- Русская православная Церковь в Великую Отечественную войну // Решающий вклад Советского народа в разгром фашистской Германии и её союзников в годы Великой Отечественной войны. Правда и вымыслы. Материалы международной конференции. — СПб., 2015. — С. 100—110.
- Наследие преподобного Сергия // Беседы о преподобном Сергии. Сборник международной конференции. — СПб. 2014. — С. 12-20.
- Освобождение Югославии // Сборник в честь 90 летия М. И. Фролова. — СПб: Пушкин. 2015. — С. 20-28.
- Гелианд. Пролог. Явление ангела Захарии // Сретенский сборник. 2015. — № 6. — С. 56-66.
- Святой равноапостольный князь Владимир как новый Константин // Русин. — 2015. — № 4. (42). — С. 321—333.
- Отражение стихийных бедствий и эпидемий в кондаках преп. Романа Сладкопевца // Вестник Костромского Университета им Н. А. Некрасова. 2015. — № 5. — С. 1-8.
- Св. равноапостольный Владимир как новый Константин // Русин. 4. 2015. — С. 321—334.
- Св. Равноапостольный князь Владимир. Итоги конференции // Русин. 4. 2015. — С. 340—343.
- About a hitherto unknown prayer to St. Anastasia // Studia Slavica et Balcanica Petropolitana. 2015 (2). — P. 96-108.
- Судьбы православия в ХХ-начале ХХI века и Россия // Русская цивилизация в исторической ретроспективе и перспективе. — М.: Российский научно-исследовательский институт наследия, 2017. — С. 24-32.
- Образ святого равноапостольного князя Владимира как нового Константина в древнерусской гимнографии // Русь эпохи Владимира Великого: государство, церковь, культура... — Вологда: Древности Севера, 2017. — С. 371—378.
- Подвиг святых равноапостольных Мефодия и Кирилла и Русская Культура // Шестнадцатый Славянский научный собор «Урал. Православие. Культура». Кирилло-Мефодиевская традиция в культуре России материалы всероссийской научно-практической конференции. / Составитель О. В. Терехова. 2018. — С. 14-21.
- Мифы о Сталинградской битве // Перелом войны. 75 лет победы в Сталинградской битве Материалы международной научно-практической конференции. Под редакцией Д. Ю. Алексеева, С. А. Пищулина. 2018. — С. 21-32.
- Никита Ремесианский и этнорелигиозные процессы в балкано-карпатском регионе. (Святитель Никита Ремесианский и его трактат «о различных именах Христа» — исследование и перевод) // Русин. 2018. — № 1 (51). — С. 46—64.
- Подвиг медиков в битве за Ленинград в 1941—1942 гг. По материалам МО ЦАМО // Битва за Ленинград 1941—1944 гг.: подвиг города-героя в Великой Отечественной войне. — СПб., 2019. — С. 67-78.
- О первой редакции службы св. Равноапостольному Владимиру // Семнадцатый Славянский научный собор «Урал. Православие. Культура». Мир славянской письменности и культуры в православии, социогуманитарном познании : материалы международной научно-практической конференции, Челябинск, 16-17 мая 2019 года / Составитель О. В. Терехова. — Челябинск: Челябинский государственный институт культуры, 2019. — С. 88-101.
- Медики блокадного Ленинграда и Ленинградского фронта в 1941-42 г. // История Петербурга. 2019. — № 3 (76). — С. 99-105.
- Образ идеального града в древнерусской литературе // Восемнадцатый Славянский научный собор «Урал. Православие. Культура». Мир славянской письменности и культуры в православии, социогуманитарном познании Материалы международной научно-практической конференции. Составитель И. Н. Морозова. 2020. — С. 111—126.
- Рецензия на книгу Д. И. Полывянного «Культурная идентичность и книжное наследие средневековой Болгарии» // Библия и христианская древность. 2020. — № 2. — С. 224—236.
- Медицинская служба во время второй обороны Севастополя // Медицина в годы Великой Отечественной войны. Материалы III научно-теоретической конференции (с международным участием), посвященной 75-летию Победы в Великой Отечественной войне / Отв. редактор А. В. Данилова. 2020. — С. 65-83.
- К проблеме Нерукотворных образов Христа (об Александрийском Мандилионе) // Сретенское слово.- Москва : Изд-во Сретенской духовной академии, 2022. — № 3. — С. 84-100. DOI: 10.55398/27826066_2022_3_84

статьи в Православной энциклопедии
- Абу Нух // Православная энциклопедия. — М., 2000. — Т. I : А — Алексий Студит. — С. 62. — 40 000 экз. — ISBN 5-89572-006-4.
- Абу-ль-Баракат // Православная энциклопедия. — М., 2000. — Т. I : А — Алексий Студит. — С. 64-65. — 40 000 экз. — ISBN 5-89572-006-4.
- Авелиты // Православная энциклопедия. — М., 2000. — Т. I : А — Алексий Студит. — С. 123. — 40 000 экз. — ISBN 5-89572-006-4.
- Авксентий I // Православная энциклопедия. — М., 2000. — Т. I : А — Алексий Студит. — С. 144. — 40 000 экз. — ISBN 5-89572-006-4.
- Авксентий Вифинский // Православная энциклопедия. — М., 2000. — Т. I : А — Алексий Студит. — С. 145-146. — 40 000 экз. — ISBN 5-89572-006-4. (в соавторстве с А. Ю. Никифоровой; часть статьи)
- Авраам // Православная энциклопедия. — М., 2000. — Т. I : А — Алексий Студит. — С. 156. — 40 000 экз. — ISBN 5-89572-006-4.
- Агапа // Православная энциклопедия. — М., 2000. — Т. I : А — Алексий Студит. — С. 214-219. — 40 000 экз. — ISBN 5-89572-006-4.
- Агафия Всеволодовна // Православная энциклопедия. — М., 2000. — Т. I : А — Алексий Студит. — С. 241. — 40 000 экз. — ISBN 5-89572-006-4. (в соавторстве с М. С. Желтовым; часть статьи)
- Акакий // Православная энциклопедия. — М., 2000. — Т. I : А — Алексий Студит. — С. 364. — 40 000 экз. — ISBN 5-89572-006-4. (в соавторстве с А. Ю. Никифоровой и Е. А. Луковниковой)
- Акиндин // Православная энциклопедия. — М., 2000. — Т. I : А — Алексий Студит. — С. 394. — 40 000 экз. — ISBN 5-89572-006-4.
- Александр Ликопольский // Православная энциклопедия. — М., 2000. — Т. I : А — Алексий Студит. — С. 528. — 40 000 экз. — ISBN 5-89572-006-4.
- Алфавитные стихиры // Православная энциклопедия. — М., 2001. — Т. II : Алексий, человек Божий — Анфим Анхиальский. — С. 64-65. — 40 000 экз. — ISBN 5-89572-007-2. (в соавторстве с М. С. Желтовым; часть статьи)
- Амфилохий // Православная энциклопедия. — М., 2001. — Т. II : Алексий, человек Божий — Анфим Анхиальский. — С. 192. — 40 000 экз. — ISBN 5-89572-007-2.
- Анатолий // Православная энциклопедия. — М., 2001. — Т. II : Алексий, человек Божий — Анфим Анхиальский. — С. 263-264. — 40 000 экз. — ISBN 5-89572-007-2. (в соавторстве с О. В. Лосевой и Е. А. Луковниковой)
- Андрей // Православная энциклопедия. — М., 2001. — Т. II : Алексий, человек Божий — Анфим Анхиальский. — С. 357. — 40 000 экз. — ISBN 5-89572-007-2.
- Анна // Православная энциклопедия. — М., 2001. — Т. II : Алексий, человек Божий — Анфим Анхиальский. — С. 450-452. — 40 000 экз. — ISBN 5-89572-007-2. (часть статьи)
- Антиох // Православная энциклопедия. — М., 2001. — Т. II : Алексий, человек Божий — Анфим Анхиальский. — С. 499. — 40 000 экз. — ISBN 5-89572-007-2.
- Антоний Хозевит // Православная энциклопедия. — М., 2001. — Т. II : Алексий, человек Божий — Анфим Анхиальский. — С. 680. — 40 000 экз. — ISBN 5-89572-007-2.
- Анфим // Православная энциклопедия. — М., 2001. — Т. II : Алексий, человек Божий — Анфим Анхиальский. — С. 714. — 40 000 экз. — ISBN 5-89572-007-2.
- Апа // Православная энциклопедия. — М., 2001. — Т. III : Анфимий — Афанасий. — С. 18. — 40 000 экз. — ISBN 5-89572-008-0. (в соавторстве с А. А. Войтенко)
- Аполлинарий // Православная энциклопедия. — М., 2001. — Т. III : Анфимий — Афанасий. — С. 59-60. — 40 000 экз. — ISBN 5-89572-008-0.
- Аристон из Пеллы // Православная энциклопедия. — М., 2001. — Т. III : Анфимий — Афанасий. — С. 242. — 40 000 экз. — ISBN 5-89572-008-0.
- Афиноген // Православная энциклопедия. — М., 2002. — Т. IV : Афанасий — Бессмертие. — С. 88-89. — 39 000 экз. — ISBN 5-89572-009-9. (часть статьи)